# Monte Generoso
Der Monte Generoso oder Calvagione ist ein 1701 m ü. M. hoher schweizerisch-italienischer Grenzberg am Südrand der Alpen. Er zählt zur Generoso-Intelvi-Gruppe, die Teil der Tambogruppe ist und wird durch die Zahnradbahn der Ferrovia Monte Generoso SA erschlossen.

## Geographie
Der Berg liegt am östlichen Ufer des Luganersees zwischen Lugano und Chiasso sowie am westlichen Ufer des Comersees. Die Grenze zwischen Italien und der Schweiz verläuft über den Ostgrat und den Nordgrat. Südflanke und Westflanke gehören zur Schweiz, die Nordostseite zu Italien.
Der Monte Generoso ist ein Aussichtsberg, der bei klarem Wetter einen Überblick über den gesamten Alpenbogen von den Seealpen bis zum Piz Bernina ermöglicht. Bis kurz unter seinen Gipfel führt seit 1890 von Capolago aus die Zahnradbahn Ferrovia Monte Generoso (MG); Betriebszeit ist in den Sommermonaten von April bis Oktober (täglich) sowie von Dezember bis Ende März (an den Wochenenden und Festtagen). Generoso Vetta, die Bergstation, liegt auf 1605 m ü. M. direkt an der Landesgrenze (s. Bild). Die Bahn ist die einzige «typisch schweizerische» Zahnradbahn südlich der Alpen. 1940 drohte mangels Geld die Einstellung des Bahnbetriebs. Der Migros-Gründer Gottlieb Duttweiler setzte sich vehement für die Erhaltung der Zahnradbahn ein, wodurch der Migros-Genossenschafts-Bund die MG übernahm. 2017 wurde das durch Mario Botta entworfene, einzigartige Gipfelgebäude Fiore di pietra eröffnet.
Der Monte Generoso gehört geologisch zu den Südalpen und weist eine vielfältige Flora auf.

## Tourismus

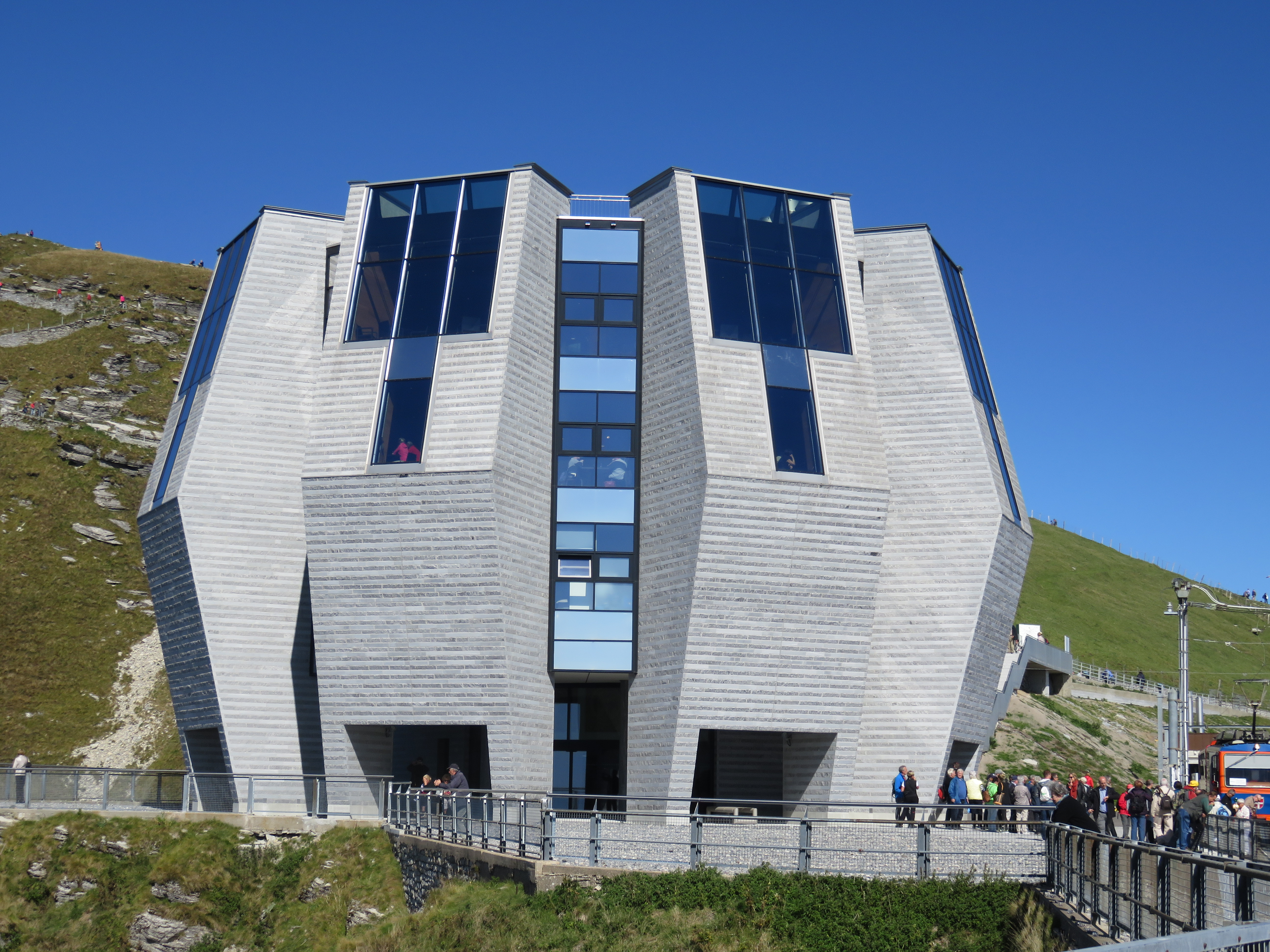
Fiore di pietra von Mario Botta

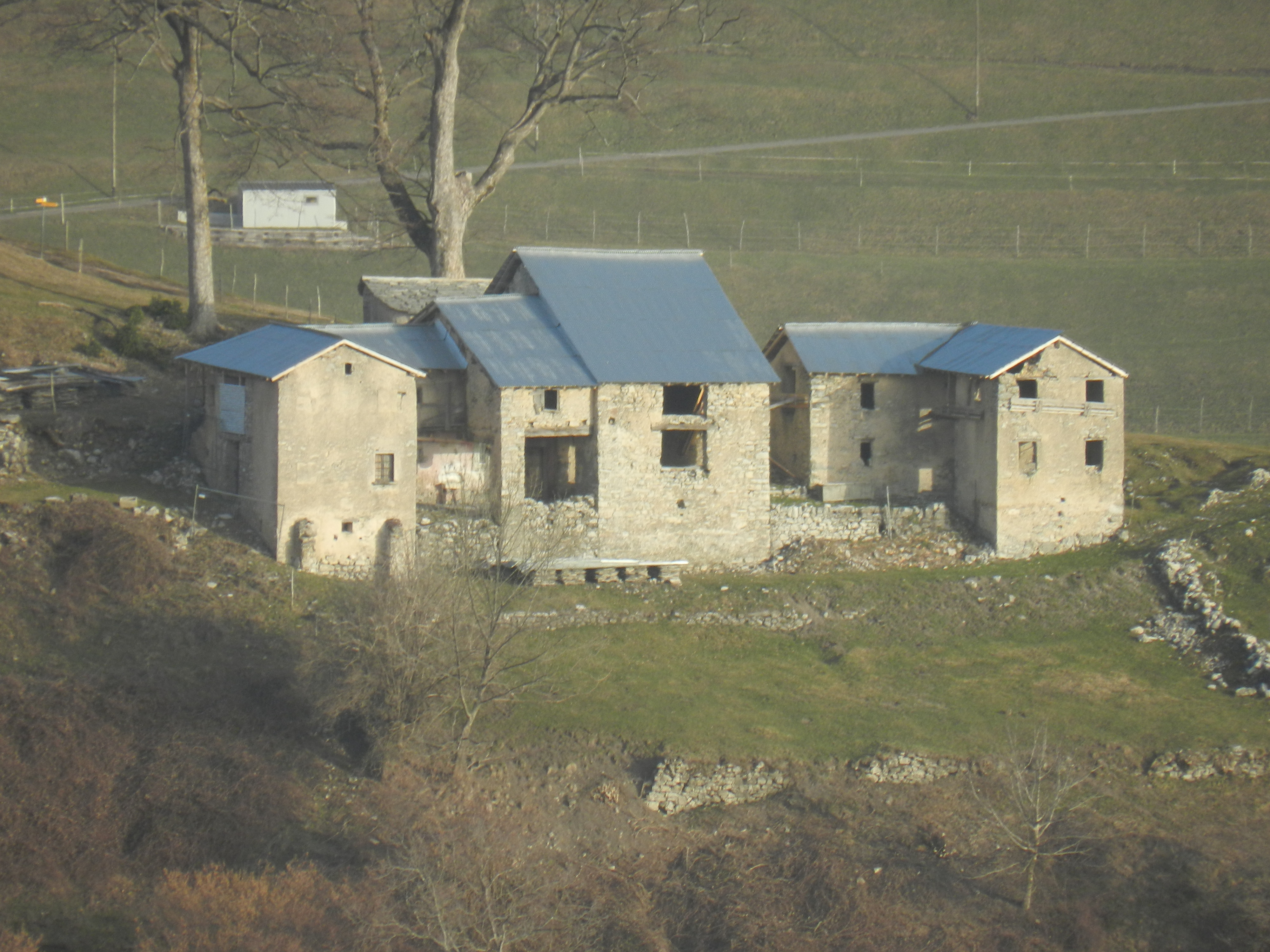
Der Hof Pianspessa

Bereits 1867 wurde das erste Hotel Monte Generoso Bellavista eröffnet. Seit 1926 und noch 1935 traf sich der sozialistische Politiker Pietro Nenni mit dem Tessiner Sozialisten Guglielmo Canevascini und Friedrich Adler auf dem Monte Generoso, um den Widerstand gegen Mussolini zu koordinieren
Von 1897 bis 1901 verbrachte der deutsche Nobelpreisträger für Literatur Gerhart Hauptmann jedes Jahr ein paar Frühlingswochen im nahen Rovio. Diese Aufenthalte inspirierten ihn zu seiner 1918 veröffentlichten Novelle Der Ketzer von Soana, in der er auch auf den Monte Generoso Bezug nimmt.
Das 1970 erbaute Hotel-Restaurant Vetta wurde im Oktober 2010 aus Sicherheitsgründen geschlossen, da sich der Untergrund bewegt hatte und Risse aufgetreten waren.
2017 wurde das neue Restaurant Fiore di pietra (Steinblume) des Tessiner Architekten Mario Botta eingeweiht, und 2023 wurde ebenfalls das Grotto Buffet Bellavista bei der Mittelstation der MG nach kompletter Renovation wieder eröffnet.

## Richtfunkstation
Auf Schweizer Seite steht eine Richtfunkstation der Swisscom (Lage). Über diese Anlage wird eine wichtige Richtfunkverbindung aus dem Tessin bis zum Jungfraujoch realisiert. Daneben sind drei UKW-Hörfunk-Frequenzen für diesen Standort international koordiniert. Sie wurden nie realisiert und werden heute von anderen Tessiner Standorten aus genutzt.

## Observatorium
Im Jahr 2021 wurde die 1996 eingeweihte Sternwarte Osservatorio del Monte Generoso, welche bei der Bergstation stand und mit einem 60-cm-Spiegelteleskop ausgestattet war, abgebaut. Indes reichte die Migros Aare im Mai 2021 ein Baugesuch ein, um die Sternwarte auf dem Gurten in der Gemeinde Köniz wieder aufzubauen.

## Tourismus
- Die Nevères (Schneegrotten) des Monte Generoso[8]

## Archäologie
- La grotta dell’orso[9]

## Physikalische Experimente in den 1920er-Jahren
1927 errichteten Arno Brasch, Fritz Lange und Kurt Urban hier – in einer der blitzhäufigsten Gegenden Europas – eine mehrere hundert Meter lange Blitzableiter-Anlage. Es sollte versucht werden, die hohen Energien von Gewittern einzusammeln, um sie für Experimente zur Atomspaltung zu nutzen.

## Bilder

Hotel Generoso Kulm. Historisches Bild von Leo Wehrli (1931)
Monte Generoso Kulm. Historisches Luftbild von Werner Friedli (1954)
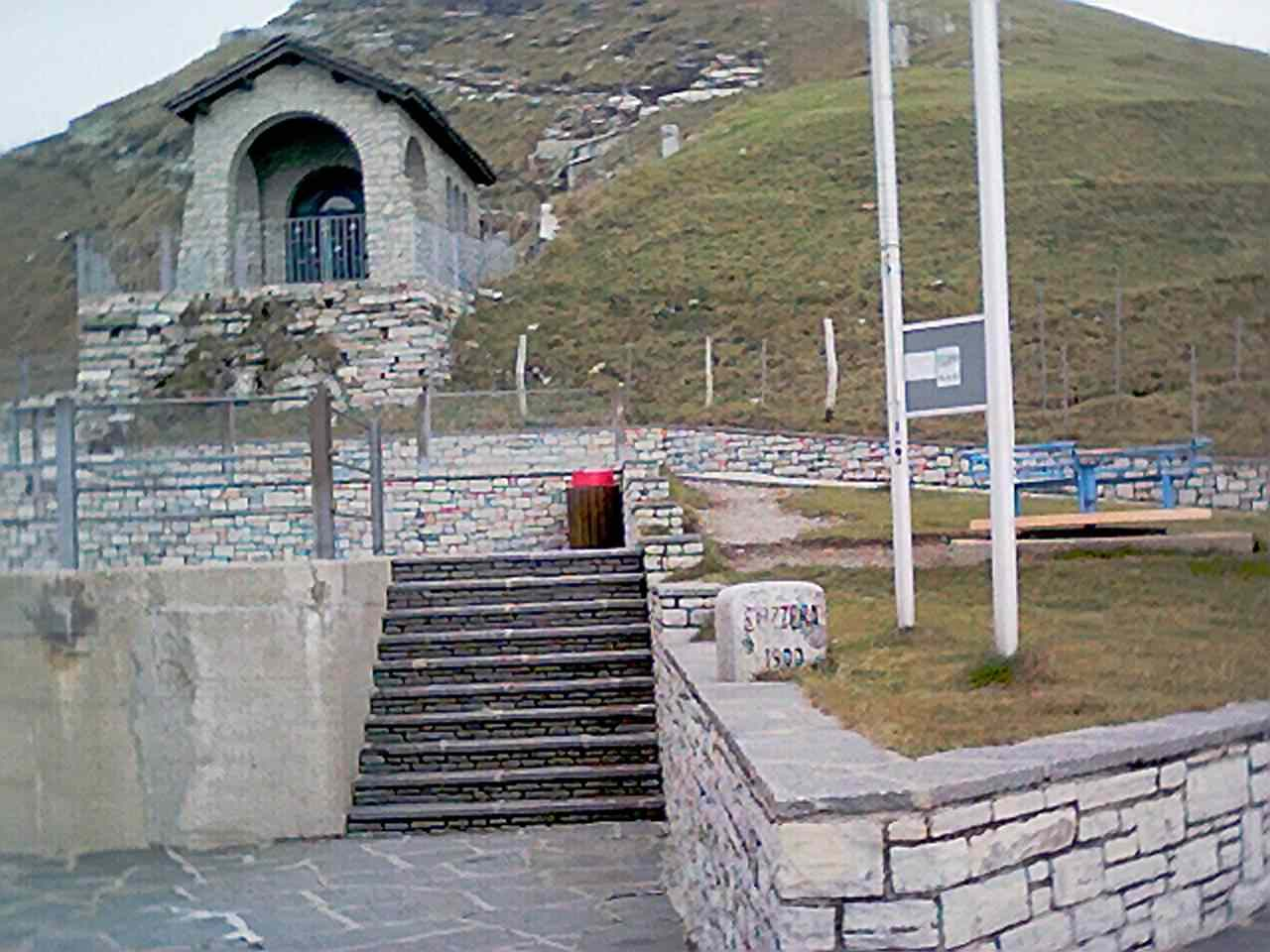
Die Grenze bei der Bergstation der Ferrovia Monte Generoso
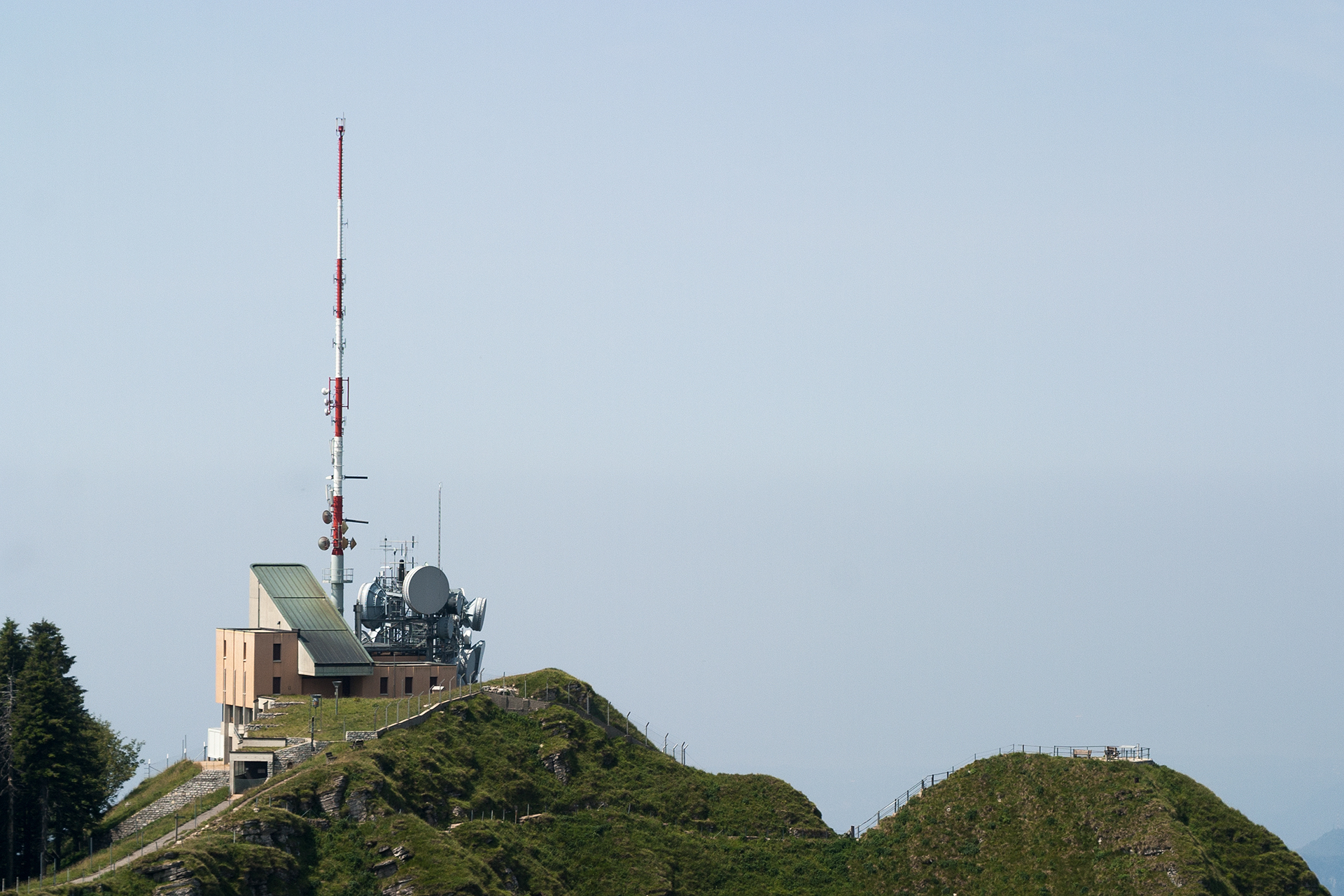
Richtfunkstation
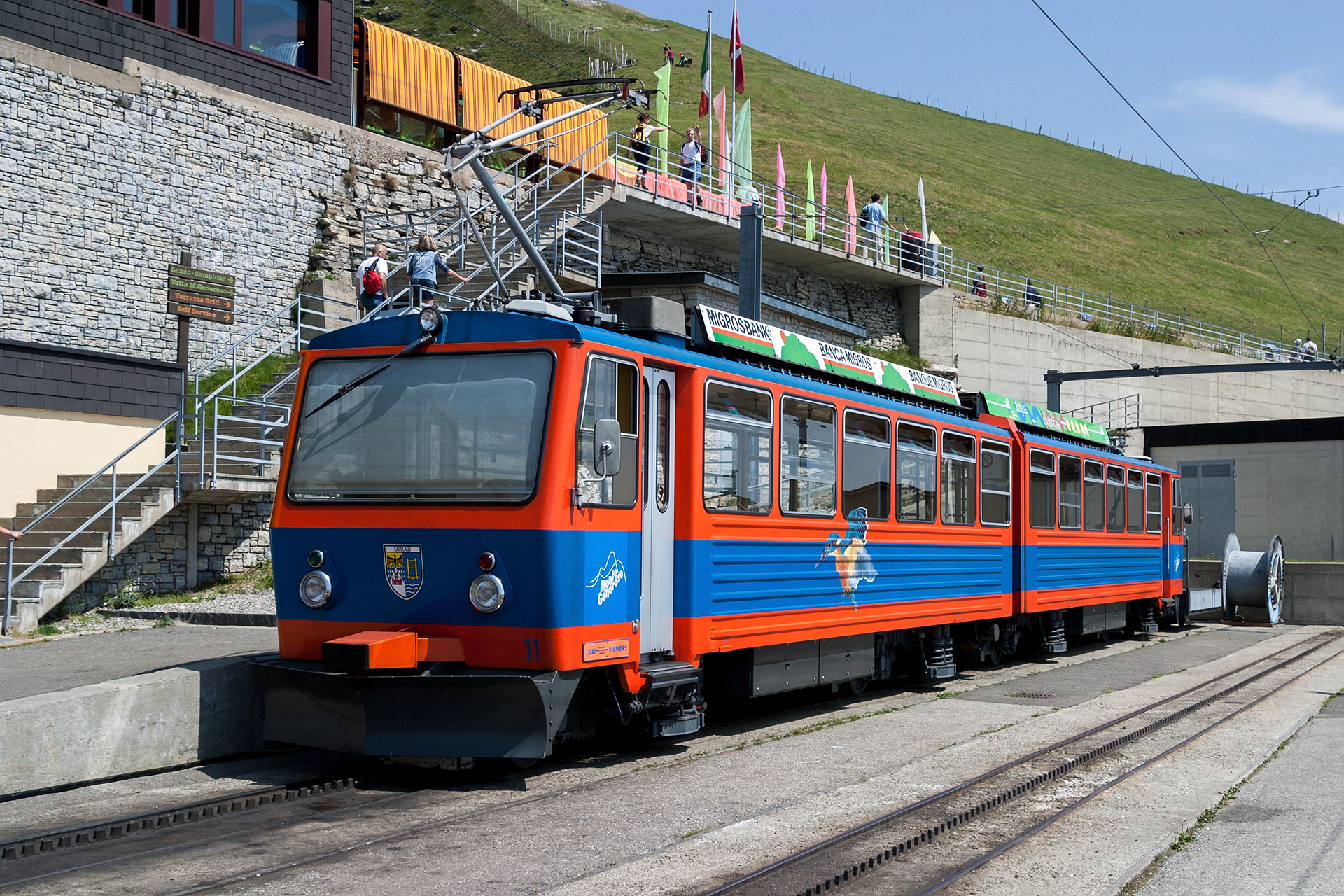
Zahnradbahn (mit ehem. Gipfelrestaurant)
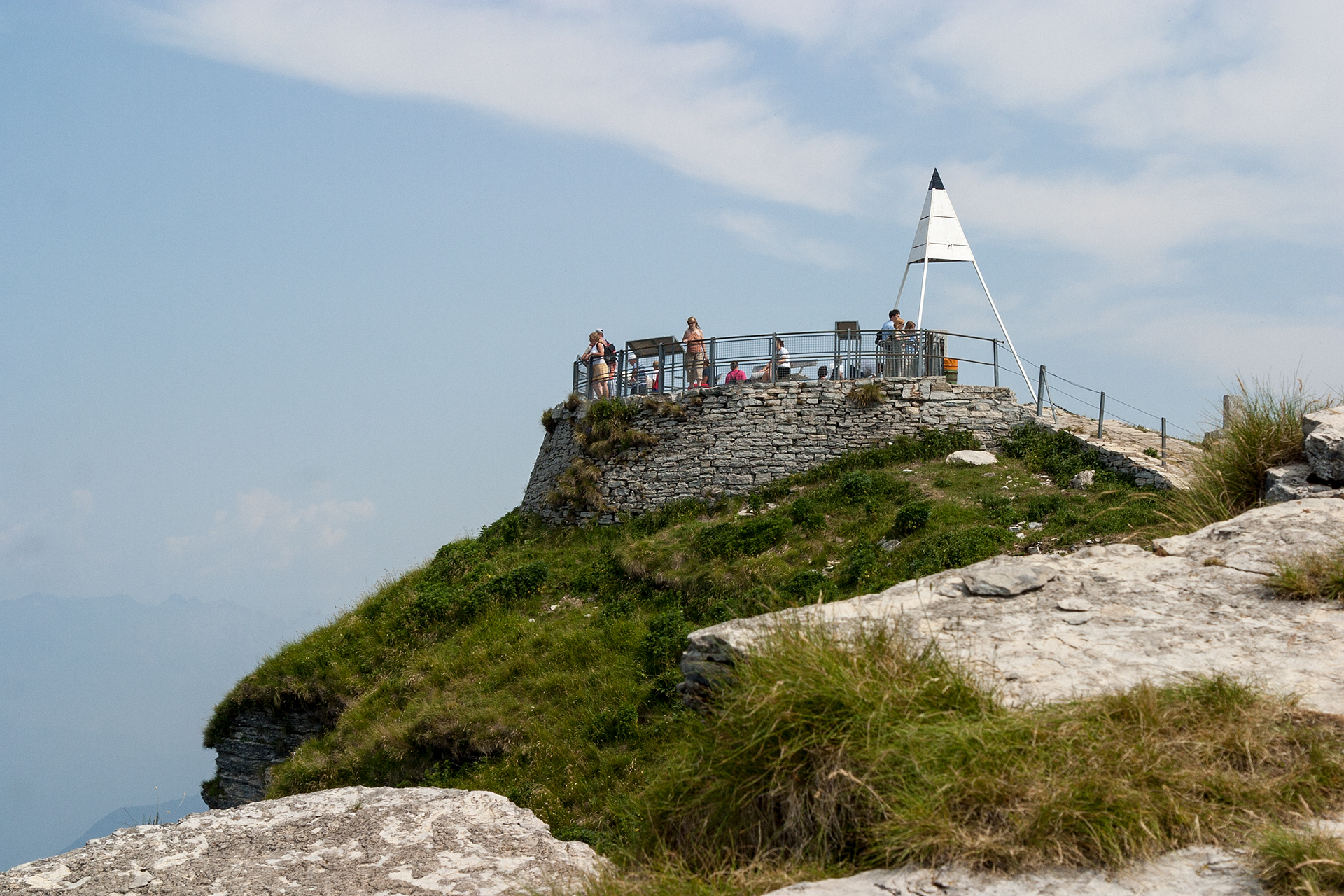
Aussichtsplattform, Gipfel
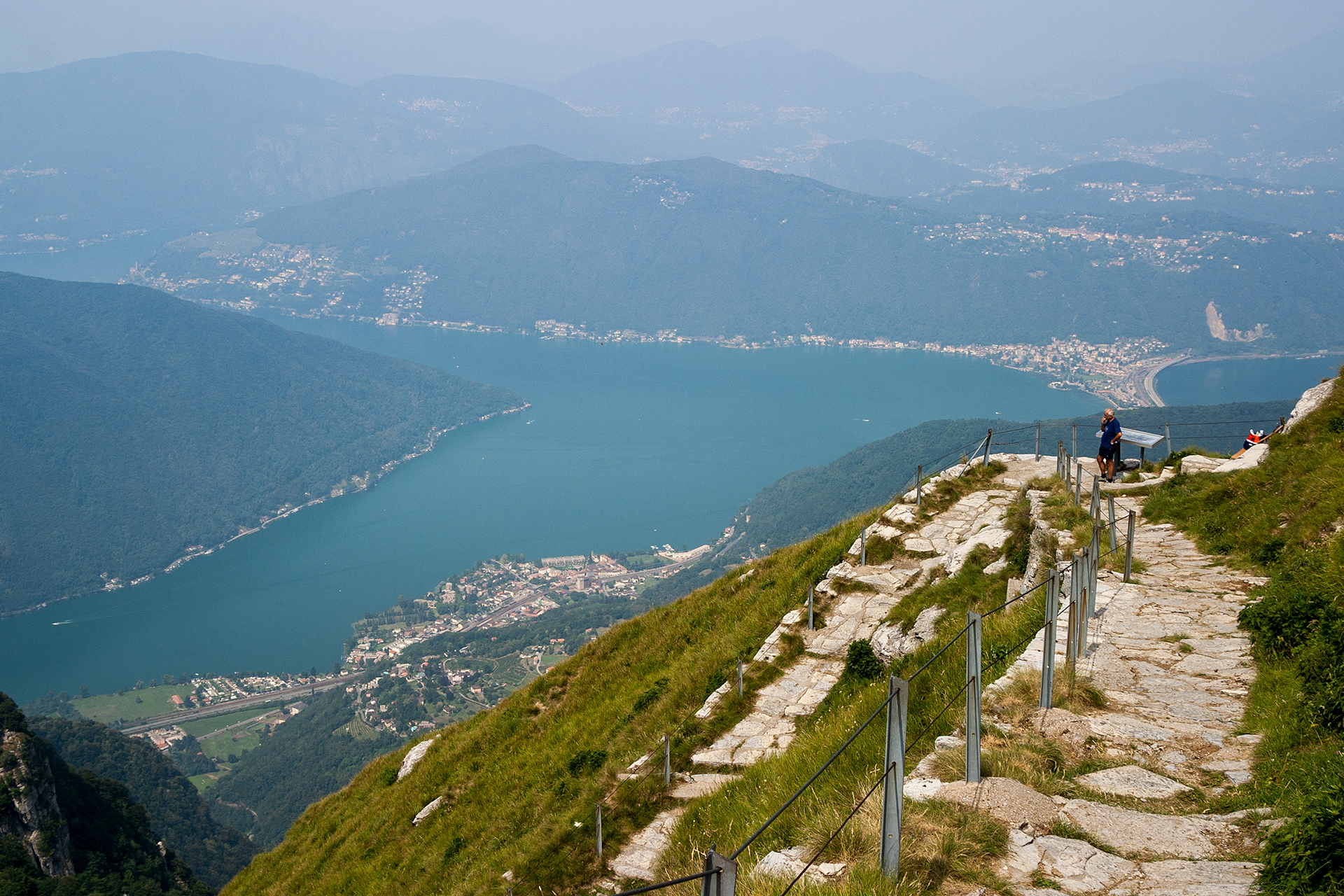
Ausblick vom Gipfel nach Melide
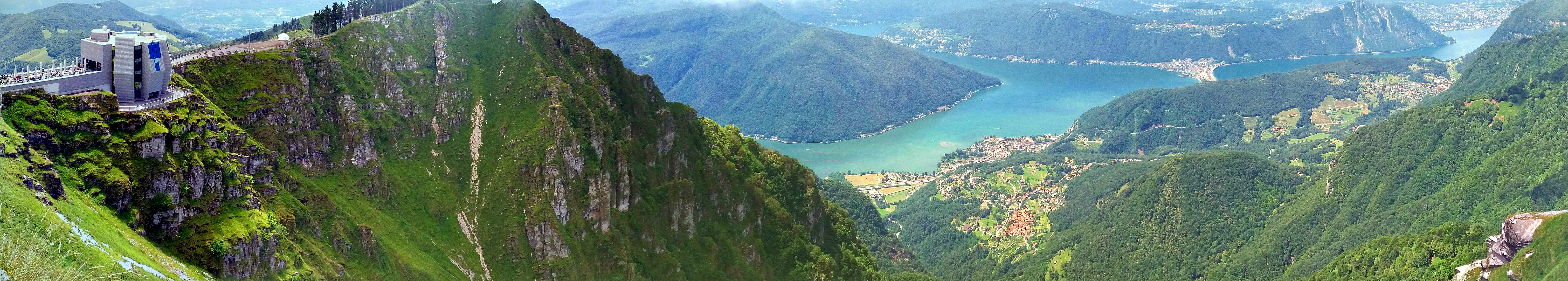
Monte Generoso Panorama, 2017